# Frullania pedicellata
Frullania pedicellata là một loài Rêu trong họ Jubulaceae. Loài này được Stephani mô tả khoa học đầu tiên năm 1897.